# Tripterospermum pallidum
Tripterospermum pallidum är en gentianaväxtart som beskrevs av H. Smith. Tripterospermum pallidum ingår i släktet Tripterospermum och familjen gentianaväxter. Inga underarter finns listade i Catalogue of Life.